# Hendes bedre Jeg
Hendes bedre Jeg er en amerikansk stumfilm fra 1917 af Robert G. Vignola.

## Medvirkende
- Pauline Frederick som Vivian Tyler.
- Thomas Meighan som Dr. Robert Keith.
- Alice Hollister som Aggie May.
- Maude Turner Gordon som Mrs. Tyler.
- Charles Wellesley som Mr. Tyler.